# Aulacoptera fuscinervalis
Aulacoptera fuscinervalis là một loài bướm đêm trong họ Crambidae.